# Cessna Citation I
Le Cessna 500 Citation I est un petit avion d'affaires produit par Cessna et devenu la base de la famille Citation. 
Annoncé en octobre 1968, le prototype du Fanjet 500 a volé pour la première fois le 15 septembre 1969 et il a été certifié comme modèle 500 Citation le 9 septembre 1971. Il a été modernisé en 1976 sous le nom de Citation I, et la variante monopilote modèle 501 Citation I/SP a été introduite en 1977. La production a pris fin en 1985 après 689 avions produits toutes les variantes confondues. Le jet à aile droite est propulsé par des turboréacteurs JT15D. L'évolution suivante du Cessna Citation I est le Citation II.

## Développement

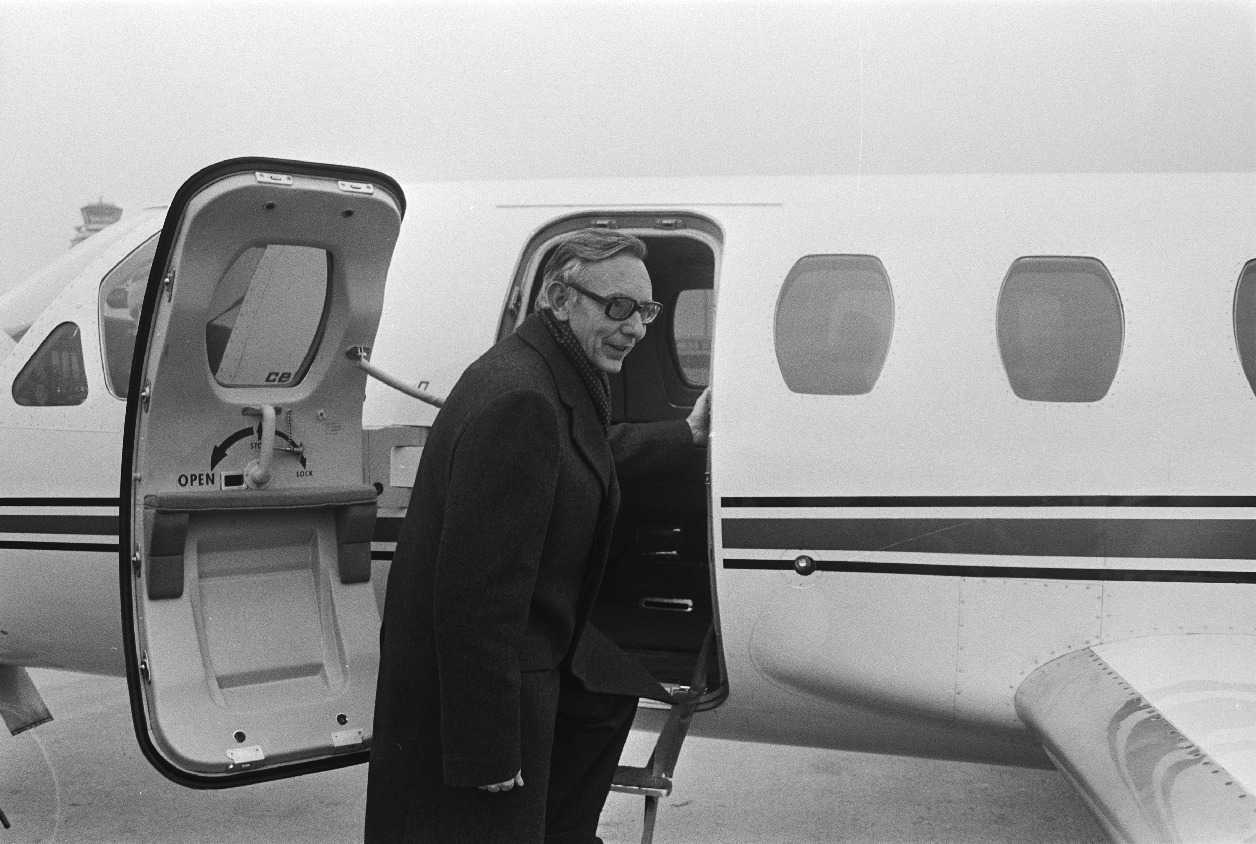
Le ministre néerlandais Max van der Stoel embarquant en 1975.

En octobre 1968, Cessna a annoncé un avion d'affaires de huit places capable d'opérer à partir d'aérodromes petits/moyens. Le prototype du Fanjet 500 a volé pour la première fois le 15 septembre 1969. À ce moment-là, son coût unitaire était de 695 000 $, soit environ 4,85 M$ aujourd'hui. Renommé modèle 500 Citation, il eut un programme de développement relativement long avec un fuselage avant allongé, des nacelles de moteur repositionnées, une queue plus large et un dièdre plus important pour le plan horizontal. Il a été certifié par la FAA le 9 septembre 1971. 
Au début de 1976, l'envergure de ses ailes est passée de 13,4 à 14,4 m. Des inverseurs de poussée ont été ajoutés et le 500 Citation I amélioré a été introduit plus tard en 1976 avec un poids plus élevé, des moteurs JT15D-1A et une aile à envergure accrue. Le 501 Citation I/SP, certifié pour les vols avec un seul pilote, a été livré au début de 1977. La production a pris fin en 1985, et les évolutions suivantes comme le Citation II/Bravo et le Citation V/Ultra/Encore ont pris la relève. Sur les 689 Citation construits entre 1971 et 1985,, 688 ont été livrés. 
En 2018, les modèles 500 d'occasion des années 1970 étaient évalués à 300 000 $, les Citation I/SP entre 695 000 $ et 1,25 million $ avec le package Eagle II.

## Conception

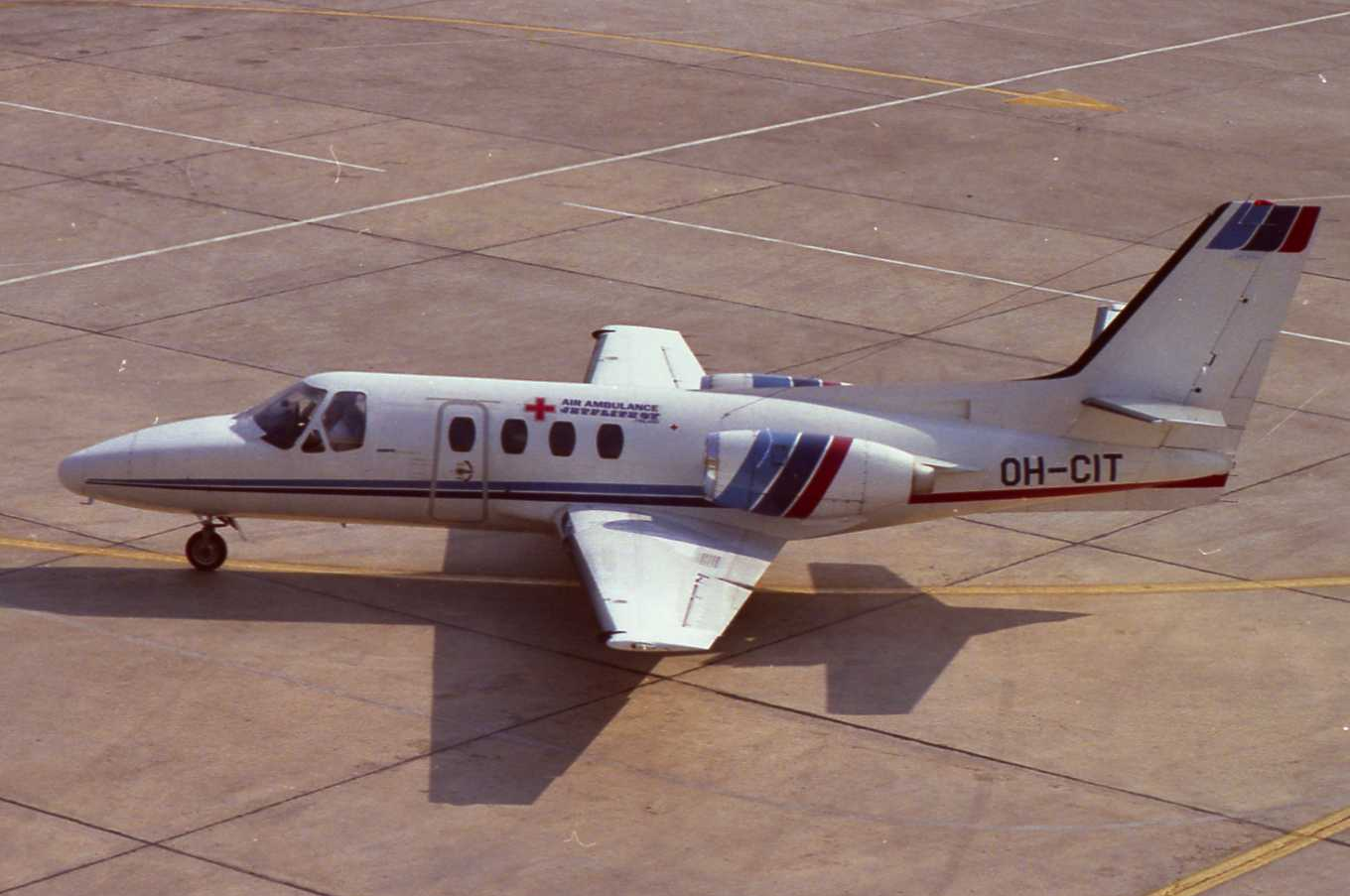
Vue de dessus sur le tarmac.

L'avion était propulsé par deux turboréacteurs à double flux Pratt & Whitney Canada JT15D-1 après l'expérience de Cessna avec le biréacteur d'entraînement T-37 Tweet. L'utilisation de turboréacteurs à double flux plutôt que de turboréacteurs à simple flux et d'ailes droites plutôt que d'ailes en flèches entraînait une vitesse de croisière plus lente par rapport aux autres jets d'affaires et les commerciaux de Learjet se moquaient de lui comme d'un « Nearjet » vulnérable aux « impacts d'oiseaux par l'arrière » ; Cessna l'a renommé « Citation » d'après le pur-sang mais il fut surnommé « Slowtation ».

## Opérateurs

### Opérateurs civils
Norvège
- FlyDirect

 Slovénie
- Janez Let

### Opérateurs gouvernementaux et militaires
Angola
- Force aérienne nationale angolaise[8],[9],[10]

 Argentine
- Armée de terre argentine
- Police fédérale argentine[11]

 Chine
- Force aérienne chinoise

 Équateur
- Marine équatorienne

 Mexique
- Force aérienne mexicaine[12]

 Venezuela
- Aviation nationale du Venezuela

## Accidents et incidents
Il y eut de nombreux accidents et incidents impliquant le Citation 500, le Citation I et le Citation I / SP. Ci-dessous quelques-uns des plus notables :
- le 2 août 1979, le joueur des Yankees de New York Thurman Munson a été tué lorsque son Citation I/SP, numéro d'immatriculation N15NY, s'est écrasé avant la piste pendant l’entraînement au posé-décollé sur l'aéroport d'Akron-Canton ; le crash et l'incendie successif ont détruit l'avion tandis que les deux passagers de Thurman Munson ont pu s'échapper gravement blessés. Le National Transportation Safety Board a attribué l'accident à l'incapacité de Thurman Munson à abaisser les volets et à maintenir une vitesse adéquate[13] ;
- le 30 mars 2008, un Citation I/SP, immatriculé VP-BGE, s'est écrasé près de l'aéroport de Biggin Hill, tuant les anciens pilotes de course David Leslie et Richard Lloyd, les deux pilotes et un autre passager, et provoquant un incendie qui a détruisit deux maisons touchées par l'avion. L'accident a été attribué aux procédures d'urgence inappropriées de l'équipage en réaction à une perception de panne moteur ;
- le 13 octobre 2016, un Citation 500, immatriculé C-GTNG, s'est écrasé peu de temps après le décollage de l'Aéroport international de Kelowna, tuant l'ancien Premier ministre de l'Alberta Jim Prentice, le pilote et deux autres passagers. Le Bureau de la sécurité des transports du Canada (BST) n'a pas été en mesure de déterminer de manière concluante la cause de l'accident, mais le profil de vol correspondait à une plongée en spirale causée par une désorientation spatiale. Le manque d'expérience du pilote en vol de nuit et en conditions météorologiques de vol aux instruments ont aussi pu contribuer à la survenue de l'accident. Le BST a également noté que même si l'aéronef avait été équipé pour les opérations monopilote conformément à la réglementation de Transports Canada (TC), l'exploitant n'avait pas l'approbation requise de TC pour les vols monopilotes, et le BST a critiqué TC pour la surveillance laxiste de l'exploitant[14].

## Spécifications (Cessna Citation I)
Caractéristiques générales :
- Équipage : deux (un pilote sur I/SP)
- Capacité : cinq passagers
- Longueur : 13,26 m
- Envergure : 14,35 m
- Hauteur : 4,37 m
- Surface alaire : 25,87 m2
- Aspect ratio : 7,83:1
- Poids à vide : 3 008 kg
- Poids à pleine charge : 5 375 kg
- Carburant : 2 130 lde fuel utilisable
- Motorisation : 2 × Pratt & Whitney Canada JT15D-1B turbofans, 2 200 lbf (9,8 kN) de poussée chacun

Performance (en dessous de 8 500 m) :
- Vitesse maximale : Mach 0,705
- Vitesse de croisière : 661 km/h à 11 000 m
- Vitesse de décrochage : 152 km/h) (CAS)
- Rayon d'action : 2 459 km à 12 000 m (réserves de 45 min r(709 kg) de charge utile)
- Plafond : 12 000 m
- Ascension : 13,81 m/s